# Iwo Christow
Iwo Christow Petkow, bułg. Иво Христов Петков (ur. 8 października 1970 w Stambule) – bułgarski dziennikarz i tłumacz, dyrektor gabinetu prezydenta Bułgarii, poseł do Parlamentu Europejskiego IX kadencji.

## Życiorys
Ukończył studia prawnicze na Uniwersytecie Sofijskim im. św. Klemensa z Ochrydy. Jako tłumacz przełożył na język bułgarski utwory takich autorów jak Romain Gary, Marguerite Duras, André Gide, Philippe Djian czy Tonino Benacquista. Zajął się też działalnością dziennikarską i publicystyczną, pisał m.in. w paryskim magazynie literackim „Europe”, a w Bułgarii w gazecie „Sega”i magazynie „Tema”. Opublikował wydaną w języku bułgarskim biografię François Mitterranda. Był redaktorem programu telewizyjnego Nabljudateł w stacji Nowa telewizija i gospodarzem programu Małki istorii w BNT.
W styczniu 2017 został dyrektorem gabinetu prezydenta Bułgarii Rumena Radewa. W 2019 przyjął propozycję kandydowania w wyborach europejskich z listy Bułgarskiej Partii Socjalistycznej. W wyniku głosowania z maja tegoż roku mandat posła do Parlamentu Europejskiego IX kadencji.